# Thomas Dyke Acland (10e baronnet)
Pour les articles homonymes, voir Thomas Dyke Acland.
Thomas Dyke Acland (29 mars 1787, Londres - 22 juillet 1871), 10e baronnet Acland de Columb John, est un homme politique britannique, le fils aîné du 9e baronnet Thomas Dyke Acland. La famille Acland est une ancienne famille du Devonshire et des générations successives de cette famille représentent ce comté à la chambre des communes ; parmi les nombreuses propriétés de la famille, on peut citer le domaine de Holnicote et le village de Selworthy.

## Carrière
Il étudie à l'Université d'Oxford, où il obtient un doctorat de droit civil. Bien que sa famille soit généralement associée avec le Parti libéral, il est conservateur. Il représente la circonscription de Devon de 1812 à 1818, puis de 1820 à 1831. Il représente ensuite North Devon de 1837 à 1857.

## Postérité
Parmi ses nombreux centres d'intérêt, Acland est propriétaire d'une goélette appelée The Lady of Saint-Kilda, qu'il achète en 1834. En 1842, la goélette fait escale à Melbourne en Australie, qui a été fondé sept ans plus tôt. Résultant de cette visite, la banlieue de St Kilda est nommée d'après le bateau et Acland Street, l'une des principales artères commerciales de cette banlieue, d'après son propriétaire. Un nouveau titre de baronnet est créé pour son quatrième fils, Henry Wentworth Acland.